# Gửi thời thanh xuân ngây thơ tươi đẹp (phim truyền hình 2020)
Gửi thời thanh xuân ngây thơ tươi đẹp (tiếng Hàn: 아름다웠던 우리에게; Romaja: Areumdawotdeon Uriege; dịch nghĩa đen: "To Us Who Were Beautiful") là bộ phim truyền hình phát trực tuyến của Hàn Quốc được làm lại từ loạt phim cùng tên của Trung Quốc phát hành năm 2017, dựa trên tiểu thuyết To Our Pure Little Beauty của tác giả Zhao Qianqian, được phát sóng lần đầu trên Tencent Video. Phim có sự tham gia diễn xuất của Kim Yo-han, So Joo-yeon, Yeo Hoe-hyun, Jo Hye-joo và Jeong Jin-hwan, Seo Min-jeong đảm nhận vai trò đạo diễn, kịch bản phim được viết bởi Choi Yoo-jeong và Jang Yu-yeon.
Nội dung phim xoay quanh cuộc sống của bộ ba học sinh trung học và những người bạn của họ từ khi còn trẻ cho đến khi trưởng thành. Phim phát sóng tại Hàn Quốc trên KakaoTV vào thứ Hai, thứ Năm và thứ Bảy hàng tuần lúc 17:00 (KST), bắt đầu từ ngày 28 tháng 12 năm 2020 và trên toàn thế giới thông qua nền tảng Netflix.
Phim phát sóng tập cuối vào ngày 20 tháng 2 năm 2021, thu về 37,3 triệu lượt xem tích lũy sau 24 tập.

## Nội dung
Phim xoay quanh cuộc sống hàng ngày của một hội bạn thân năm người từ lúc còn học trung học cho đến khi trưởng thành. Shin Sol-i (So Joo-yeon) 17 tuổi mội nữ sinh lúc nào cũng tươi tắn đến từ trường trung học Chun Ji. Cô phải lòng người bạn học cùng xóm Cha Heon (Kim Yo-han). Cô liên tục thổ lộ tình yêu của mình với Cha Heon, người tuy có vẻ ngoài xa cách, nhưng thực tế lại rất khó khăn khi bày tỏ tình cảm của mình. Woo Dae-seong (Yeo Hoe-Hyun), vận động viên bơi lội quốc gia, chuyển đến trường trung học Chun Ji và bắt đầu có tình cản với Shin Sol-i.

## Dàn diễn viên

### Diễn viên chính
- Kim Yo-han trong vai Cha Heon, một cậu thiếu niên vụng về, ít nói nhưng có trái tim ấm áp [5]
- So Joo-yeon trong vai Shin Sol-i, một học sinh trung học tính tình sôi nổi, có tình cảm với hàng xóm của mình, Cha Heon [6]
- Yeo Hoe-hyun trong vai Woo Dae-seong, học sinh chuyển trường và là vận động viên bơi lội quốc gia, cậu có tình cảm với Sol-i
- Jo Hye-joo trong vai Kang Ha-young, bạn thân nhất của Shin Sol-i, người yêu của Jeong Jin-hwan và cũng là vợ tương lai của cậu
- Jeong Jin-hwan trong vai Jeong Jin-hwan, bạn thân nhất của Shin Sol-i, chồng của Kang Ha-yeong

### Vai phụ
- Yang Yoo-jin trong vai Seo Ji-soo, đồng nghiệp của Cha Heon
- Jo Ryeon [ko] trong vai Lee Chan-hee, mẹ của Sol-i
- Yun Seo-hyun [ko] trong vai Shin Gi-heon, cha của Sol-i
- Seong Hye-min trong vai Moon Sook-hee, giáo viên chủ nhiệm
- Kim Dong-kyu trong vai Wang Se-hyung
- Ji Hwa-seop trong vai y tá Lee
- Park Ji-won (actress) [ko] trong vai Oh Hee-ji
- Yoo Ji-yeon trong vai Lee Su-jin
- Ki Eun-yoo trong vai Cha Geon
- Choi Bo-min trong vai Na Mi-nyeo
- Kim Sung-gon
- Kim I-on trong vai Yoo-jin

## Sản xuất

### Ý tưởng
Vào ngày 1 tháng 7 năm 2020, Kakao M thông báo sẽ phát sóng phiên bản làm lại của loạt phim Trung Quốc Gửi thời thanh xuân ngây thơ tươi đẹp năm 2017 dưới dạng một miniseries. Phim sẽ  WhyNot Media sản xuất, dự kiến phát sóng 24 tập, mỗi tập dài 20 phút.

### Tuyển chọn diễn viên
Ngày 6 tháng 7 năm 2020, một bài báo cho biết Kim Yo-han và So Joo-yeon đang xem xét tham gia. Vào ngày 27 tháng 7, Kakao M xác nhận So Joo-yeon, Kim Yo-han và Yeo Hoe-hyun đã được chọn cho các vai chính. Vào tháng 8, Jo Hye-joo xác nhận tham gia vào dàn diễn viên của bộ phim với vai diễn là bạn thân của nhân vật chính.

### Quảng bá
Vào tháng 12 năm 2020, một đoạn phim ngắn đã được Kakao M đăng tải. Nội dung của đoạn phim này xoay quanh việc phác thảo các nhân vật.

## Nhạc phim

### Phần 1
| Phát hành 11 tháng 1 năm 2021 | Phát hành 11 tháng 1 năm 2021 | Phát hành 11 tháng 1 năm 2021                | Phát hành 11 tháng 1 năm 2021                            | Phát hành 11 tháng 1 năm 2021 | Phát hành 11 tháng 1 năm 2021 |
| STT                           | Nhan đề                       | Phổ lời                                      | Phổ nhạc                                                 | Ca sĩ                         | Thời lượng                    |
| ----------------------------- | ----------------------------- | -------------------------------------------- | -------------------------------------------------------- | ----------------------------- | ----------------------------- |
| 1.                            | "Recently"                    | Craybin ZWOO Sound ALOHA Jaehwan Natural Joy | Craybin Jaehwan ZWOO Sound ALOHA Kim Daehyun Natural Joy | Kim Yo-han                    | 3:25                          |
| 2.                            | "Recently" (inst.)            |                                              | Craybin Jaehwan ZWOO Sound ALOHA Kim Daehyun Natural Joy |                               | 3:25                          |
| Tổng thời lượng:              | Tổng thời lượng:              | Tổng thời lượng:                             | Tổng thời lượng:                                         | Tổng thời lượng:              | 6:50                          |

### Phần 2
| Phát hành 18 tháng 1 năm 2021 | Phát hành 18 tháng 1 năm 2021 | Phát hành 18 tháng 1 năm 2021 | Phát hành 18 tháng 1 năm 2021 | Phát hành 18 tháng 1 năm 2021 | Phát hành 18 tháng 1 năm 2021 |
| STT                           | Nhan đề                       | Phổ lời                       | Phổ nhạc                      | Ca sĩ                         | Thời lượng                    |
| ----------------------------- | ----------------------------- | ----------------------------- | ----------------------------- | ----------------------------- | ----------------------------- |
| 1.                            | "Lovely"                      | Sarah Yoon                    | Joo Young-hoon                | SinB                          | 4:12                          |
| 2.                            | "Lovely" (inst.)              |                               | Joo Young-hoon                |                               | 4:12                          |
| Tổng thời lượng:              | Tổng thời lượng:              | Tổng thời lượng:              | Tổng thời lượng:              | Tổng thời lượng:              | 8:24                          |

### Phần 3
| Phát hành 1 tháng 2 năm 2021 | Phát hành 1 tháng 2 năm 2021 | Phát hành 1 tháng 2 năm 2021 | Phát hành 1 tháng 2 năm 2021 | Phát hành 1 tháng 2 năm 2021 | Phát hành 1 tháng 2 năm 2021 |
| STT                          | Nhan đề                      | Phổ lời                      | Phổ nhạc                     | Ca sĩ                        | Thời lượng                   |
| ---------------------------- | ---------------------------- | ---------------------------- | ---------------------------- | ---------------------------- | ---------------------------- |
| 1.                           | "My day my night"            | Honey Danji                  | Honey Danji                  | Ha Hyun-sang                 | 3:50                         |
| 2.                           | "My day my night" (inst.)    |                              | Honey Danji                  |                              | 3:50                         |
| Tổng thời lượng:             | Tổng thời lượng:             | Tổng thời lượng:             | Tổng thời lượng:             | Tổng thời lượng:             | 7:40                         |